# Rybik cukrowy
Rybik cukrowy (Lepisma saccharina) – gatunek rybika z rodziny Lepismatidae, komensal człowieka.

## Wygląd
Srebrzysty, bezskrzydły owad o długości ok. 13–25 mm. Ma długie, nitkowate czułki. Przy końcu odwłoka rybik ma trzy szczecinki.

## Występowanie
Rybiki trafiły do Europy z tropików (stąd ich upodobanie do ciepłych i wilgotnych miejsc). Występują w domach, piekarniach i innych ciepłych i dość wilgotnych pomieszczeniach, w których mogą znaleźć pożywienie. Rybiki prowadzą nocny tryb życia, nie lubią światła.

## Pokarm
Pokarm rybika cukrowego stanowią produkty zawierające skrobię i inne polisacharydy: kleje organiczne, resztki ze stołu, cukry, a także martwe owady (owadzi pancerz zawiera chitynę – polisacharyd). Zdolność trawienia celulozy umożliwia rybikom zjadanie papieru. Rybik może przeżyć około roku bez pożywienia.

## Rozmnażanie
Samica składa 2–20 żółtawych jajeczek. Larwa osiąga dojrzałość po czterech wylinkach (ok. 1 roku). Rybik przechodzi przeobrażenie niezupełne. Żyje od dwóch do ośmiu lat.

## Rybik cukrowy jako szkodnik

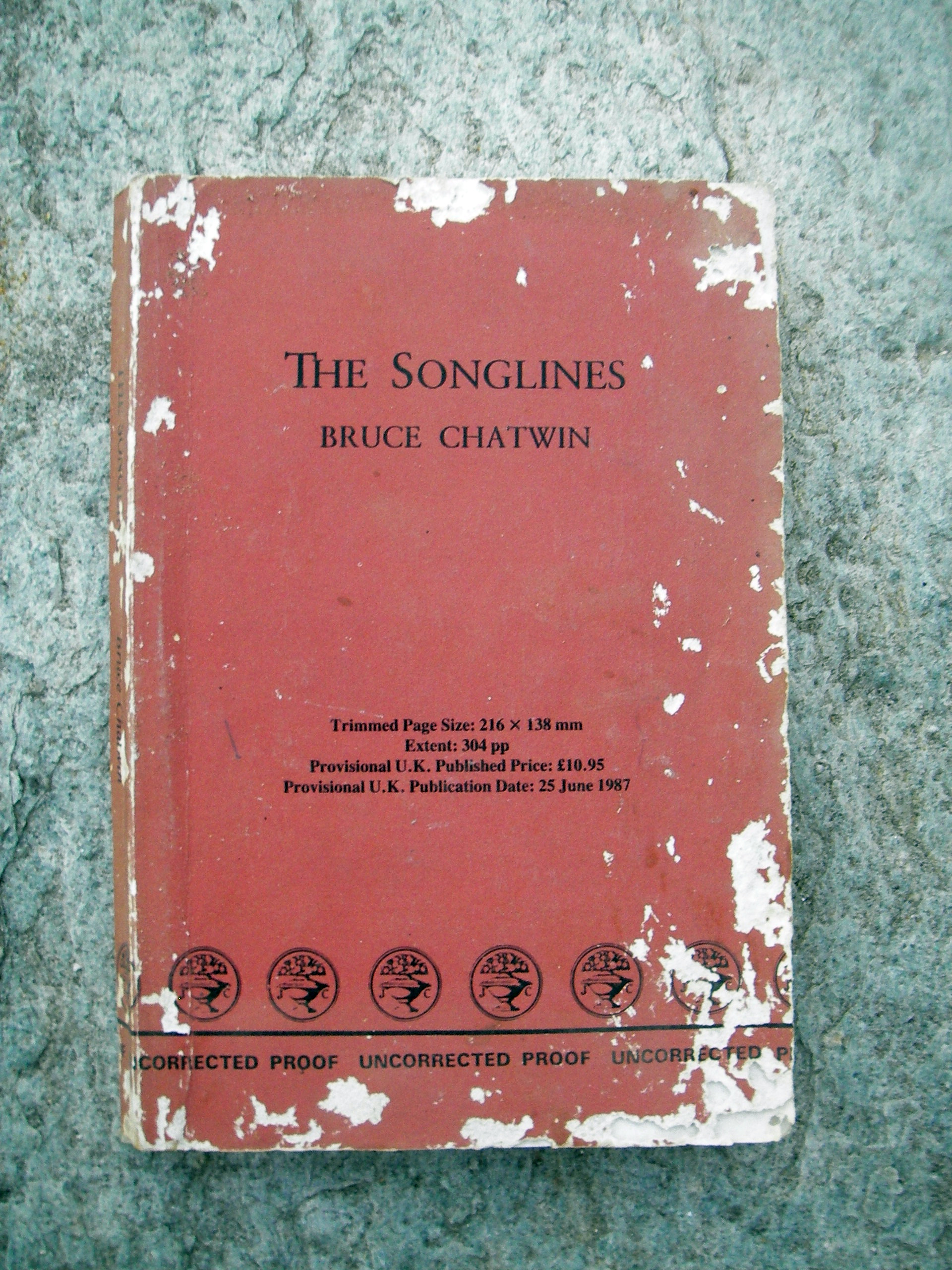
Książka uszkodzona przez rybika cukrowego

Uważany jest niekiedy za szkodnika, ze względu na spożywanie i niszczenie przez nie przedmiotów, takich jak książki. Jednak, choć są odpowiedzialne za zanieczyszczenie żywności i inne szkody, nie przenoszą chorób. Do polujących na rybika cukrowego drapieżników należą skorki pospolite (Forficula auricularia), pareczniki z gatunku Scutigera coleoptrata oraz pająki.